# 9e régiment d'infanterie (Wehrmacht)
Pour les articles homonymes, voir 9e régiment.
Le 9e régiment (prussien) d'infanterie, également connu sous le nom de Comte Neun, faisait partie de la 3e division de la Reichswehr et plus tard à la 23e division d'infanterie de la Wehrmacht.

## Histoire
Le régiment est créé le 1er octobre 1920 à Potsdam en tant que composante de la Reichswehr de la République de Weimar. Il dépend jusqu'au 14 octobre 1935 de la 3e division du Wehrkreis III (Berlin).
Le régiment est considéré comme anti-républicain. En raison de la proportion disproportionnellement élevée de nobles, on l'appelait "Comte Neun". En 1926, la participation de Guillaume de Prusse, fils aîné de l'ancien prince héritier, à une manœuvre du 9e régiment d'infanterie, provoque l'indignation des partisans de la République de Weimar, qui y voient une continuation des traditions monarchistes et une infiltration de l'armée républicaine. Le ministre de la Reichswehr, Otto Geßler (DDP), qui n'a pas été intronisé, contraint alors le chef du commandement de l'armée, Hans von Seeckt, à démissionner.
Dans les années 1933 à 1935, le régiment est responsable de la formation militaire de la Leibstandarte SS Adolf Hitler sous Sepp Dietrich.
Après avoir regagné la souveraineté militaire dans le Reich allemand, il est placé sous les ordres de la 23e division d'infanterie. C'est avec cette unité que le régiment participe à la Seconde Guerre mondiale.
Le régiment fait partie de la 23e division d'infanterie lors de l'invasion allemande de la Pologne  déployée dans la partie nord du front. Des combats ont lieu avec la 3e division blindée pour occuper le corridor de Dantzig entre la Poméranie et la Prusse-Orientale. Après cela, le régiment marche à travers la Prusse-Orientale pour avancer vers Białystok à l'extrême est du front.
En octobre, il est transféré à la frontière occidentale de l'Allemagne dans la région de Gemünd. De là, le 10 mai 1940, au début de la campagne de l'ouest, il franchit la frontière germano-luxembourgeoise et progresse via Bastogne jusqu'à la Meuse près de Charleville. Après avoir franchi la Meuse, l'Aisne est atteinte près de Rethel et franchie dans la seconde phase de la campagne de l'ouest. Après des combats de poursuite en Champagne, Maîche et Montbéliard sont atteints à la frontière suisse et la ligne de démarcation sécurisée.
Déjà en septembre 1940, le régiment est transféré en Prusse-Orientale et y reste jusqu'au début de l'attaque allemande contre l'Union soviétique. En juin 1941, il est subordonné à la 4e armée dans le groupe d'armées Centre, avec lequel il progresse en direction de la Narew. Après cela, il participe à la bataille de poche Bialystok-Minsk et continue à avancer vers la Bérézina (de). Lors de l'attaque allemande sur Moscou, la division combat à Viazma et Mojaïsk. Après l'échec de l'attaque, la retraite s'éternise jusqu'à fin février
En juin 1942, la 23e division d'infanterie est transférée à Charleroi en Belgique. Là, elle est dissoute et presque toutes les unités rejoignent la 26e division blindée nouvellement formé. Le 9e régiment d'infanterie est rebaptisé 9e régiment blindé de grenadiers et tout l'état-major est repris
Le régiment est souvent considéré comme le régiment le plus exclusif de la Reichswehr et plus tard de la Wehrmacht. Sur les 29 officiers d'état-major et capitaines servant dans le régiment, 21 "membres du Neun" et anciens membres sont sortis du régiment en tant que résistants. Parmi eux se trouvent Henning von Tresckow, Ferdinand von Lüninck (de), Helmut von Gottberg, Axel von dem Bussche et d'autres.

## Garnison à Potsdam
Le régiment se trouve aux endroits suivants en 1939 :
- État-major régimentaire, État-major 2e bataillon, 4e, 8e, 13e, 14e compagnies, compagnie d'état-major dans la caserne Adolf-Hitler, Pappelallee 8, au nord de Potsdam, l'actuel campus de l'Université des sciences appliquées de Potsdam (de).
- État-major 1er bataillon, 1er, 2e, 3e, 9e, 11e compagnies dans la caserne SEMPER-TALIS (de) de la Priesterstrasse 2-8 (actuel poste de police de Potsdam (de) sur la Henning-von-Tresckow-Strasse)
- État-major 3e bataillon, 10e, 12e compagnies dans la caserne Hindenburg (de) à Jägerallee 23
- 5e, 7e, 8e compagnies dans la caserne des chasseurs à Jägerallee 10-12

## Structure
Le régiment a la structure suivante, typique de la Wehrmacht :
- État-major du régiment : commandant du régiment, adjudant, officier d'ordonnance, officier du renseignement, capitaine d'état-major
  - Section d'état-major
  - Section de renseignements
  - Section de cavalerie
  - Section de génie
  - Musique
- 3 bataillons, chacun avec 3 compagnies d'infanterie et une compagnie de mitrailleuses
- 1 compagnie de canons d'infanterie (13e compagnie)
- 1 compagnie de chasseurs de chars (14e compagnie)

## Commandants
- Oberst Friedrich von Taysen (de) du 1er octobre 1920 au 15 juin 1921
- Oberst Richard von Pawelsz du 16 juin 1921 au 31 octobre 1922
- Oberst Friedbert Lademann (de) du 1er novembre 1922 au 31 janvier 1926
- Oberst Kai Meyn (de) du 1er février 1926 au 31 janvier 1928
- Oberst Wolfgang Fleck (de) du 1er février 1928 au 31 janvier 1929
- Oberst Hans Feige du 1er février 1929 au 31 janvier 1931
- Oberst Ewald von Kleist du 1er février au 31 décembre 1931
- Oberst Ernst Busch du 1er janvier 1932 au 14 octobre 1935
- Oberst Walther Fischer von Weikersthal du 15 octobre 1935 au 30 septembre 1936
- Oberst Werner von Gilsa du 6 octobre 1936 au 31 janvier 1941
- Oberst Adolf Raegener (de) du 15 février au 10 décembre 1941
- Oberst Kuno Dewitz (de) du 19 janvier 1942 à la fin de la guerre

## Membres notables du régiment
- Friedrich Altrichter (de), lieutenant général de la Wehrmacht et écrivain militaire
- Wolf von Baudissin (de), lieutenant général dans les forces armées allemandes, co-développeur du concept de leadership interne, chercheur sur la paix
- Philipp von Bismarck (de), arrière-petit-neveu du chancelier, résistant, CDU - député du Bundestag
- Eberhard von Block (de) (1923-2019), est un général de brigade dans l'armée de la Bundeswehr
- Hasso von Boehmer (de), résistant
- Axel von dem Bussche-Streithorst, résistant
- Wilhelm Dieckmann, résistant
- Hans Karl Fritzsche (de), résistant
- Ludwig von Hammerstein-Equord (de), résistant, directeur du RIAS
- Carl-Hans von Hardenberg, résistant
- Paul von Hase, résistant
- Friedrich Karl Klausing, résistant
- Ewald-Heinrich von Kleist-Schmenzin, résistant, fondateur de la Conférence de Munich sur la sécurité
- Hans Otfried von Linstow, résistant
- Ferdinand von Lüninck (de), résistant
- Ekkehard Maurer (de), entraîneur allemand
- Aribert Mog, acteur allemand
- Georg-Sigismund von Oppen (de), résistant
- Kurt von Plettenberg (de), résistant, chef de l'administration générale de l'ancienne maison royale régnante de Prusse (de)
- Alexis von Roenne, résistant
- Fritz-Dietlof von der Schulenburg, résistant
- Friedrich von Stülpnagel, colonel de la Bundeswehr, médaillé de bronze aux Jeux olympiques d'été de 1936 au relais 4 x 400 mètres
- Henning von Tresckow, résistant
- Hans-Alexander von Voss, résistant
- Richard von Weizsäcker, plus tard maire de Berlin, puis président fédéral
- Achim von Willisen, scientifique forestier et résistant
- Kurt Weckmann (de), lieutenant général de la Wehrmacht, plus tard président de la société Clausewitz (de) et a reçu la Croix fédérale du Mérite

## Tradition
L'unité se distingue par le fait que ses compagnies conservent les traditions dans certaines parties des régiments de la Garde de l'armée prussienne :
- 1re compagnie : 1er régiment à pied de la Garde
- 2e compagnie : 3e régiment à pied de la Garde
- 3e compagnie : 35e régiment de fusiliers
- 4e compagnie : Armée de l'air prussienne
- 5e compagnie : Compagnie de la Garde du château (de)
- 6e compagnie : Bataillon de chasseurs à pied de la Garde (de)
- 7e compagnie : 64e régiment d'infanterie
- 8e compagnie : 130e régiment d'infanterie
- 9e et 12e compagnies : 1er régiment de grenadiers de la Garde
- 10e compagnie : 4e régiment à pied de la Garde
- 11e compagnie : 2e régiment à pied de la Garde
- 13e compagnie : Troupe de protection de l'Afrique orientale
- Bataillon d'entraînement : Bataillon d'infanterie d'entraînement